# NGC 7261
NGC 7261 ist ein offener Sternhaufen im Sternbild Cepheus und hat eine Winkelausdehnung von 6,0' und eine scheinbare Helligkeit von +8,4 mag. Er wurde am 5. Oktober 1829 von John Herschel entdeckt und wird auch als OCL 237 bezeichnet.